# Акрилове волокно
Акри́лове волокно́ (нітрон) — синтетичне волокно із поліакрилонітрилу або його кополімерів, що часто використовується як замінник вовни. Вперше отримане 1947 року, у більших кількостях його стали виробляти у 1950-х роках.

## Виробництво
Сировиною для виготовлення нітрону є продукти переробки кам'яного вугілля, нафти, газу. Початковим полімером для одержання нітрону служить акрилонітрил, що в результаті полімеризації перетворюється у поліакрилонітрил.
Виробництво структур волокон складається з наступних основних технологічних операцій: отримання полімеру, формування волокна мокрим або сухим методом і регенерація розчинника (здебільшого диметилформаміду і диметилацетаміду).

## Властивості
Нітрон є найм'якішим, найшовковистішим теплим синтетичним волокном. Переважає вовну за теплозахисними властивостями, але менш стійкий до тертя.
Світлостійкість волокон нітрону досить висока, рівна вовни, стійкий до дії окислювачів. Руйнується лугами, при кип'ятінні в таких розчинниках як диметилформамід, діоксанон, етіленкарбонат розчиняється.

## Використання
З нітрону виготовляються високооб'ємні нитки і пряжі, у суміші з іншими волокнами є сировиною для виготовлення штапельного волокна.